# Remenchus Glacier
Remenchus Glacier är en glaciär i Antarktis. Den ligger i Östantarktis. Australien gör anspråk på området. Remenchus Glacier ligger 1 meter över havet.
Terrängen runt Remenchus Glacier är platt åt nordväst, men åt sydost är den kuperad. Havet är nära Remenchus Glacier västerut. Trakten är obefolkad. Det finns inga samhällen i närheten. 